# 자유 프랑스
자유 프랑스(프랑스어: France libre)는 1940년 런던으로 망명한 샤를 드골의 주도로 성립된 망명 정부이다. 프랑스 본토에서 활약한 레지스탕스 일부는 드골 장군을 지도자로 인정하고 따랐지만, 반드시 그런 것은 아니었으며 공산당계는 샤를 드골을 보수 반동주의자로 간주하여 반대하였다.

## 역사
1940년 5월, 독일군이 네덜란드와 벨기에를 침공하면서 시작된 서부 전역에서 1개월 만에 영국과 프랑스는 패배하여 영국군은 됭케르크에서 철수하여 대륙에서 완전히 쫓겨났고, 프랑스는 제3공화국이 붕괴하면서 필리프 페탱 원수가 새로 내각을 맡아 프랑스 남부에 비시에 정부를 세우고 독일에 항복한다. 이것이 비시 프랑스다. 비시 프랑스를 독일의 괴뢰 정권으로 규정한 자유 프랑스는 됭케르크 철수 후 프랑스를 탈출하여 런던으로 망명한 샤를 드골이 BBC에서 계속 저항할 것을 주장하는 라디오 연설에서 시작되었다. 그러나 그 연설을 듣고 모인 사람은 극히 소수였다. 드골 장군은 아라스 전차전에서 선전한 기갑부대 지휘관이기는 했으나, 그때까지만 해도 대중적인 인물은 아니었다.
자유 프랑스와 영국, 캐나다는 비시 프랑스를 괴뢰 정부로 보았고, 윈스턴 처칠은 자유 프랑스를 프랑스의 합법 정부로 지지했지만, 미국은 "비시 프랑스"를 합법 정부로 인정했다. 이 때문에 미국과 프랑스 사이에 갈등이 조장되었다. 프랭클린 D. 루스벨트에게는 유럽에서 독일에 점령당하고 조국을 잃은 망명자들이 세운 나라별 저항운동 단체 중 하나 정도에 불과했다. 미국과 자유 프랑스 사이 갈등이 해소된 것은 루스벨트가 사망하고, 해리 S. 트루먼이 대통령직을 계승한 이후다.

## 같이 보기
- 프랑스의 식민지 목록
- A. J. P. 테일러